# Поркуерос
Поркерос (исп. Porqueros) — населённый пункт и небольшое местное образование, расположенное в муниципалитете Магас-де-Сепеда, в провинции Леон, Кастилия и Леон, Испания. По состоянию на 2020 год его население составляет 53 человека.

## География
Населённый пункт расположен на высоте 959 метров над уровнем моря, при железной дороге, на реке Поркера, к западу от Леона. Ближайший населённый пункт — Сакос.

## Инфраструктура
Застроен индивидуальными и прочими жилыми домами.